# نیکلاس فلژو
نیکلاس فلژو (انگلیسی: Nicolas Flégeau؛ زادهٔ ۶ سپتامبر ۱۹۸۵) بازیکن فوتبال اهل فرانسه است.
از باشگاه‌هایی که در آن بازی کرده‌است می‌توان به باشگاه فوتبال ونس و باشگاه فوتبال لوریان اشاره کرد.